# Chloraea
Chloraea és un gènere de plantes de la família de les orquídies. Actualment 53 espècies acceptades formen part d'aquest gènere. Són típiques d'ambients temperats i freds des del Perú i Sud de Brasil fins al sud de l'Argentina i Xile.

## Descripció
Plantes herbàcies, tuberoses, resistents a sequeres perllongades i incendis. Presenten una tija herbàcea dura i carnosa. El gènere va ser descrit per John Lindley l'any 1827. El nom Chloraea (Chloros = "verd", en grec antic) fa referència al color verd dels nervis del lectotipus del gènere: Chloraea virescens.

## Taxonomia
El gènere va ser descrit per John Lindley i publicat a The Quarterly Journal of Science, Literature, and the Arts 1: 47, a l'any 1827.
Etimologia
Chloraea nom genèric que ve del grec Chloros = "verd", en al·lusió al color de les flors.

## Espècies deChloraea
- Chloraea alpina  Poepp. (1833)
- Chloraea apinnula  (Gosewijn) Szlach. (2001)
- Chloraea barbata  Lindl. (1834)
- Chloraea bella  Hauman (1920)
- Chloraea bidentata  (Poepp. & Endl.) M.N.Correa (1969)
- Chloraea biserialis  Griseb. (1879)
- Chloraea bletioides  Lindl. (1827)
- Chloraea boliviana  (Rchb.f.) Kraenzl. (1904)
- Chloraea calantha  Kraenzl. (1906)
- Chloraea castillonii  Hauman (1920)
- Chloraea chica  Speg. & Kraenzl. (1904)
- Chloraea chrysantha  Poepp. (1833)
- Chloraea cogniauxii  Hauman (1920)
- Chloraea crispa  Lindl. (1840)
- Chloraea cristata  Lindl. (1834)
- Chloraea cuneata  Lindl. (1840)
- Chloraea curicana Ravenna (2008)
- Chloraea cylindrostachya  Poepp. (1833)
- Chloraea deflexa  Ravenna (2001)
- Chloraea densipapillosa  C.Schweinf. (1941)
- Chloraea disoides Lindl. (1827)
- Chloraea elegans  M.N.Correa (1969)
- Chloraea fiebrigiana  Kraenzl. (1906)
- Chloraea fonckii  Phil. (1858)
- Chloraea galeata  Lindl. (1827) - espècie tipus
- Chloraea gavilu  Lindl. (1827)
- Chloraea grandiflora  Poepp. (1833)
- Chloraea heteroglossa  Rchb.f. (1850)
- Chloraea lamellata  Lindl. (1827)
- Chloraea laxiflora  Hauman (1920)
- Chloraea lechleri  Lindl. (1857)
- Chloraea longipetala  Lindl. (1840)
- Chloraea magellanica  Hook.f. (1846)
- Chloraea major  Ravenna (2001)
- Chloraea membranacea  Lindl. (1840)
- Chloraea multiflora  Lindl. (1827)
- Chloraea multilineolata  C.Schweinf. (1941)
- Chloraea nudilabia  Poepp. (1833)
- Chloraea pavonii Lindl.(1840)
- Chloraea philippii  Rchb.f. (1850)
- Chloraea phoenicea  Speg. (1897)
- Chloraea piquichen  (Lam.) Lindl. (1840)
- Chloraea praecincta  Speg. & Kraenzl. (1904)
- Chloraea prodigiosa  Rchb.f. (1850
- Chloraea reticulata  Schltr. (1918)
- Chloraea septentrionalis  M.N.Correa (1969)
- Chloraea speciosa  Poepp. (1833)
- Chloraea subpandurata  Hauman (1920)
- Chloraea tectata  Ravenna (2001)
- Chloraea undulata  Raimondi ex-Colunga (1878)
- Chloraea venosa  Rchb.f. (1850)
- Chloraea viridiflora  Poepp. (1833)
- Chloraea volkmannii  Phil. ex-Kraenzl. (1904)